# Набір судна

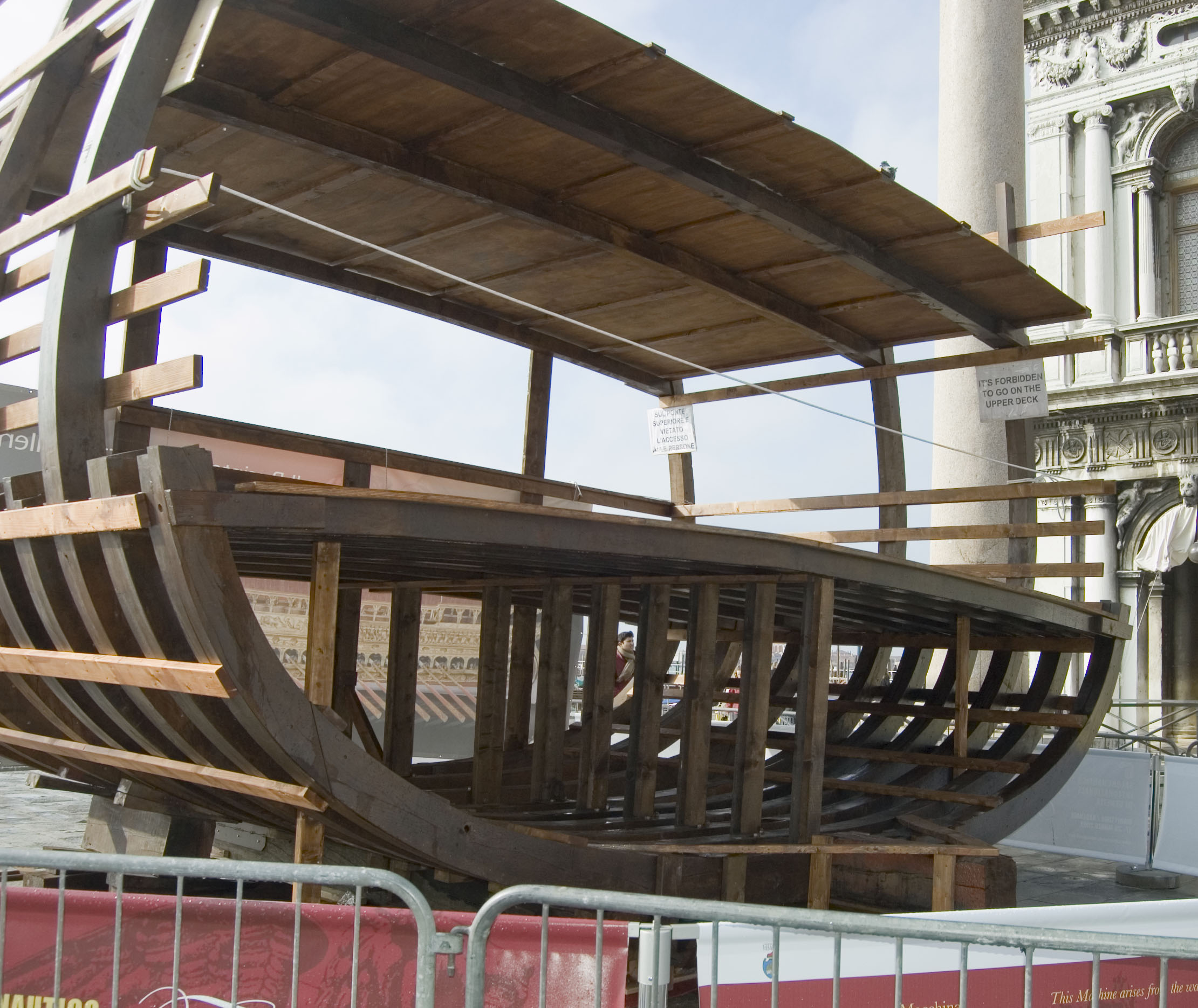
Набір корпусу галери з кілем, шпангоутами, бімсами і пілерсами

Набір корпусу судна — остов або скелет судна, профільні в'язі його корпусу. Згідно з ДСТУ, набір — «каркас з металевих балок та ребер, що надає конструкціям корпусу задану форму і разом з обшивкою та настилом забезпечує необхідну жорсткість та міцність корпусу».
Складається з різних поздовжніх і поперечних в'язей, що надають корпусу задану форму, служать опорою для листів зовнішньої обшивки і палуб та забезпечують міцність судна. З'єднання елементів здійснюється сталевими (на дерев'яних суднах дерев'яними) кницями і сталевими бракетами. Елементи набору в дерев'яному суднобудуванні виготовляють з дерев'яних брусів, у металевому — з кутових профілів, таврових або порожнистих балок. Розрізняють поздовжні, поперечні і вертикальні елементи набору. Паралельні в'язі, число яких у перекритті переважає, називають в'язями головного напрямку, а перпендикулярні до них — перехресними в'язями. Кожне перекриття залежно від переважних навантажень і габаритних розмірів має певну систему набору. У сучасному суднобудуванні застосовується, як правило, поздовжня система набору, тобто з переважанням поздовжніх в'язей по всій довжині корпусу.

## Класифікація

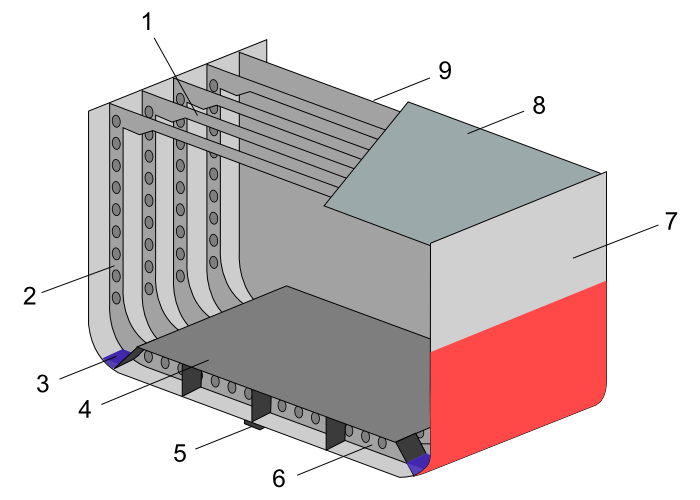
Поперечна система набору: 1 — бімс, 2 — шпангоут, 3 — лляло, 4 — подвійне днище, 5 — кіль, 6 — флор, 7 — обшивка, 8 — палуба, 9 — перебірка

### Поперечна система набору
Набір з переважанням поперечних елементів називається поперечним. Він є найдавнішим, і застосовувався вже на початкових етапах розвитку суднобудування, панував у дерев'яному суднобудуванні. У сучасному суднобудуванні поперечна система набору використовується рідко, але вона зберігається при будівництві підводних човнів, що пов'язане з високими вимогами до поперечної міцності їхніх корпусів.
Головні безперервні в'язі поперечного набору розташовуються в поперечній площині. Призначення цих в'язей — забезпечити поперечну міцність судна і передати місцеве навантаження на жорсткий контур судна (днище, борти, палуба тощо). Основою служить поздовжній кіль зі штевнями (форштевнем на носі й ахтерштевнем на кормі), поперечні шпангоути, з'єднані у верхній частині бімсами, які спираються на пілерси. Шпангоути служать основою для обшивки, бімси — для палубного настилу. У металевому суднобудуванні в цій системі обмежені балками набору пластини обшивки орієнтовані поперек корпусу.
Поперечна система набору менш складна, технологічніша, краще пристосована до сприйняття місцевих навантажень, в тому числі тиску льоду, ударних зусиль.

### Поздовжня система набору

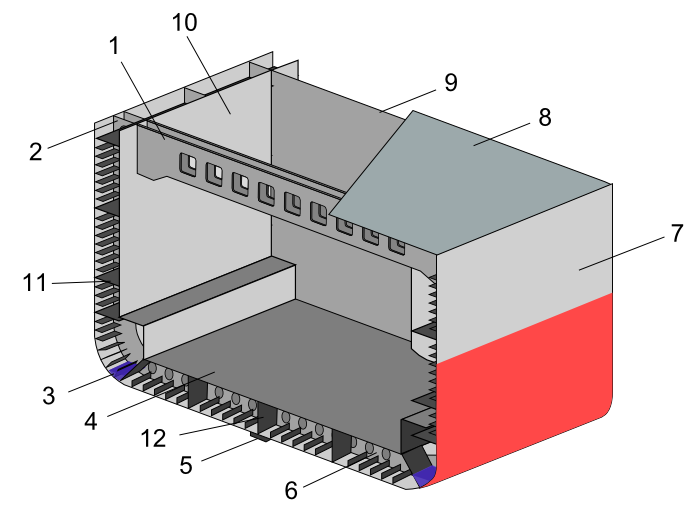
Поздовжня система набору: 1 — рамний бімс, 2 — рамний шпангоут, 3 — лляло, 4 — подвійне днище, 5 — кіль, 6 — флор, 7 — зовнішня обшивка, 8 — палуба, 9 — перебірка, 10 — внутрішня обшивка, 11 — бортові стрингери, 12 — днищеві стрингери

Поздовжня система набору застосовувалася з середини XIX століття (наприклад, вона була використана на «Грейт-Істерні»), але придатна для практичного використовування поздовжня система з'явилася тільки на початку XX ст., запатентована в 1906 р. Дж. Ішервудом (через що також відома як «система Ішервуда»). Першим збудованим за його системою судном став танкер Paul Paix, вантажністю 6 600 тонн, спущений на воду в 1908 році.
У поздовжній системі набору корпусу головні безперервні в'язі спрямовані по довжині судна. Ці в'язі, беручи участь у поздовжньої міцності судна, передають місцеве навантаження на поперечні перебірки. Елементами такого набору є днищеві і бортові стрингери, поздовжні бімси палуб. Поперечні бімси і шпангоути виконуються як одне ціле — у вигляді рами, тому називаються рамними. Обмежені балками набору пластини обшивки орієнтовані вздовж корпусу.
Поздовжня система набору має меншу масу порівняно з рівноміцною поперечною системою набору. Поздовжня система набору забезпечує вищу стійкість обшивки рівної маси і менші сумарні напруги в листах від зусиль загального вигинання і поперечного навантаження.

### Мішана система набору

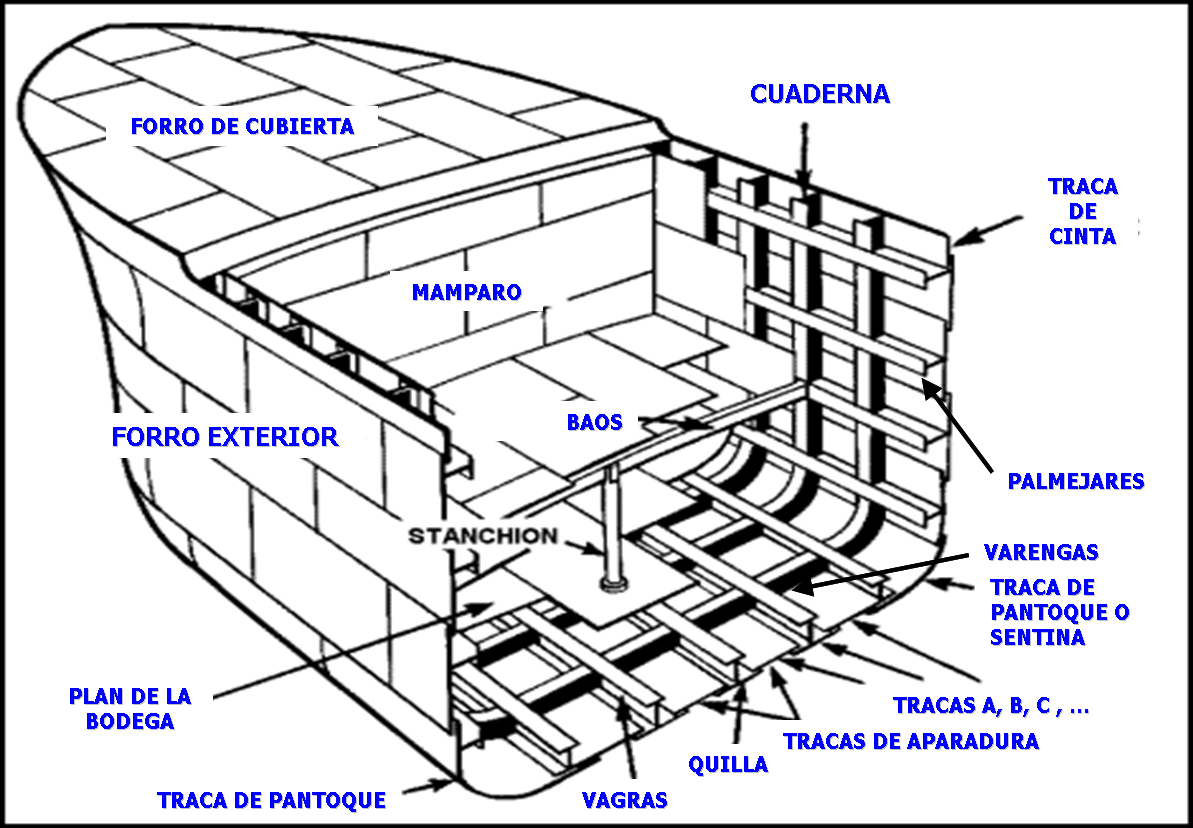
Клітчаста система набору

У поздовжньо-поперечній або мішаній системі набору частини корпусу, найбільш віддалені від нейтральної осі (днище, верхня палуба), мають чисто поздовжню систему набору, інші ж частини корпусу (борти, інші палуби) мають чисто поперечну систему набору.

Поздовжній набір: 1 — форштевень, 2 — бортовий стрингер, 3 — кіль, 4 — книця, 5 — скуловий стрингер, 6 — шпангоут, 7 — транець, 8 — флор, 9 — бімс

#### Клітчаста система набору
Різновидом поздовжньо-поперечної є клітчаста (бракетна) система. У клітчастій системі набору поздовжні і поперечні в'язі використовуються приблизно рівною мірою (але, як правило, з деяким переважанням поперечних), а обмежені балками набору пластини обшивки мають квадратну форму.

## Набір палуби
Набір палуби складається з системи поперечних (від борту до борту) і поздовжніх бімсів, які перетинаються між собою, а також карлінгсів і півбімсів. Для надання жорсткості палубним закриттям (люки, горловини) навколо них під палубами ставлять поздовжні, поперечні, або кільцеві балки (карлінгси). Півбімси йдуть від борту до карлінгсів, не доходячи до другого борту. При значних навантаженнях на палубу бімси укріпляють постійними або тимчасовими пілерсами.

## Галерея

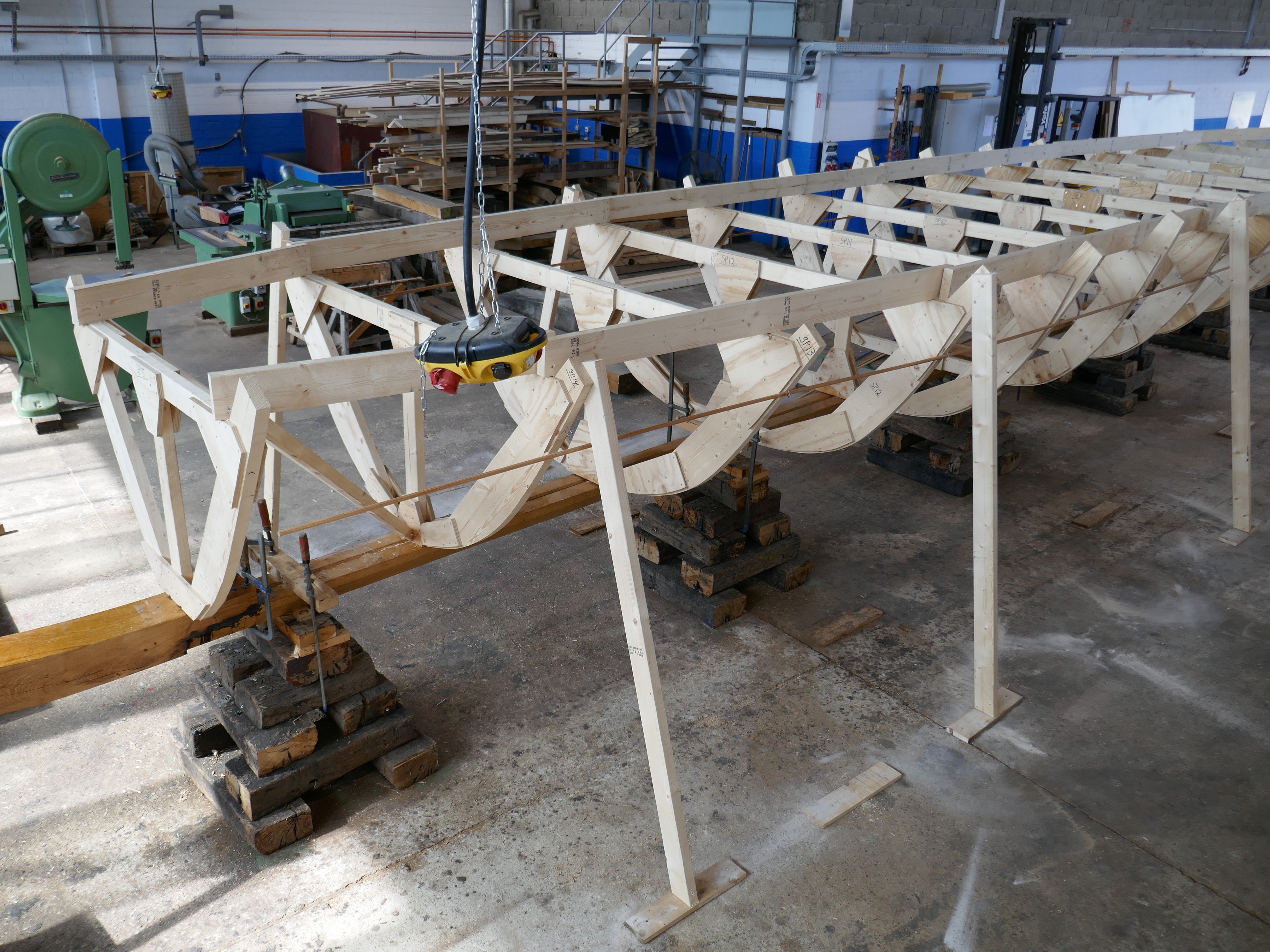
Поперечний набір
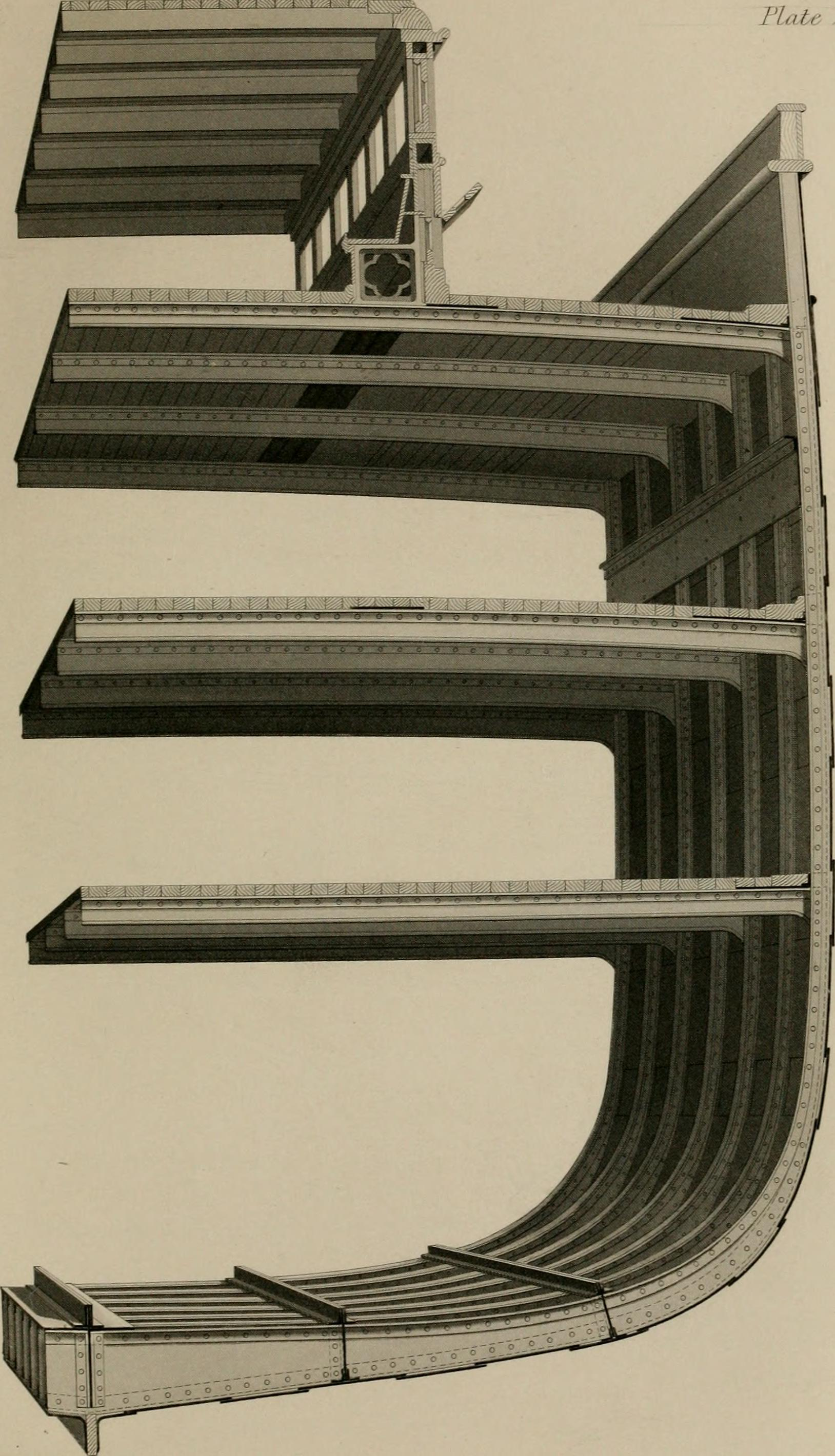
Поперечний набір сталевого судна
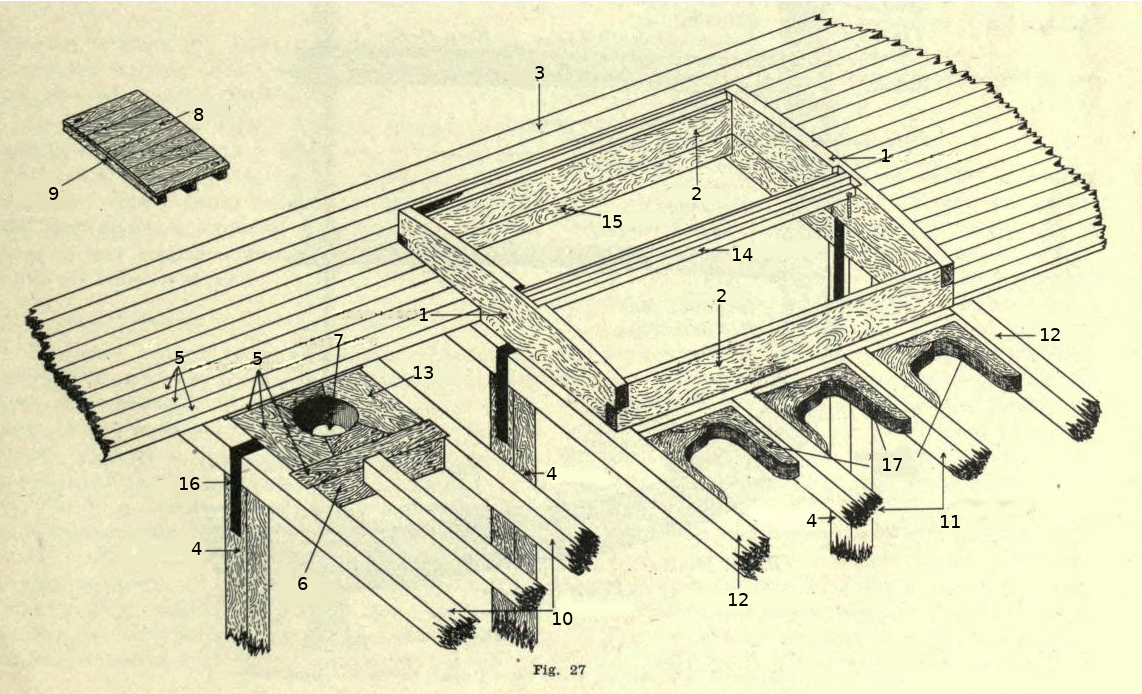
Набір палуби і будова люка: 1, 2 — комінгс, 3,5 — палубний настил, 4 — пілерс, 6 — карлінгс п'ятнерса, 7 — п'яртнерс, 8,9 — лючина, 10 — щоглові бімси, 11 — півбімси, 12 — бімси люка, 13 — чака п'яртнерса, 14 — знімний бімс люка, 15 — карлінгс, 16 — сталева штаба, 17 — книці